# Rio Groapa Seacă (Olt)
O Rio Groapa Seacă é um rio da Romênia, afluente do Rio Lotru, localizado no distrito de Vâlcea.